# Angelologia
Angelologia a. Angeologia (gr. αγγελος angelos – posłaniec, anioł oraz λόγος logos – słowo, nauka).
- w teologii chrześcijańskiej część dogmatyki zajmująca się bytami duchowymi, jakimi są anioły. Za twórcę angelologii uważany jest Pseudo-Dionizy Areopagita.
- w religioznawstwie dział demonologii zajmujący się duchami dobrymi.